# الهرط الشرقی
الهرط الشرقی (به عربی: الهرط الشرقی) یک روستا در سوریه است که در ناحیه سعن واقع شده‌است. الهرط الشرقی ۶۱۰ نفر جمعیت دارد.